# توردويا
بلدية توردويا (بالإسبانية: Tordoia)‏، هي إحدى بلديات مقاطعة لا كرونيا إحدى مقاطعات إسبانيا، و التي تقع في منطقة جليقية شمال غرب إسبانيا.
يبلغ عدد سكانها 4.945 نسمة وفقاً لإحصائية سنة (2002).